# Langbaardgras
Langbaardgras (Vulpia) is een geslacht uit de grassenfamilie (Poaceae). Veel soorten worden beschouwd als schadelijk onkruid op plaatsen waar ze niet van nature voorkomen. Vulpia myuros is een van de soorten die als onkruid wordt gezien. Het geslacht is in een groot gedeelte van de wereld vertegenwoordigd.
De volgende soorten worden beschreven:
- Eekhoorngras (Vulpia bromoides)
- Duinlangbaardgras (Vulpia ciliata subsp. ambigua)
- Gewimperd langbaardgras (Vulpia ciliata subsp. ciliata)
- Dicht langbaardgras (Vulpia fasciculata)
- Zandlangbaardgras (Vulpia membranacea)
- Gewoon langbaardgras (Vulpia myuros)

## Soorten
Van het geslacht zijn de volgende soorten bekend:
- Vulpia aetnensis
- Vulpia agrestis
- Vulpia alopecura
- Vulpia alopecuros
- Vulpia alpina
- Vulpia ambigua
- Vulpia antofagastensis
- Vulpia antucensis
- Vulpia arida
- Vulpia attenuata
- Vulpia australis
- Vulpia avenacea
- Vulpia avenella
- Vulpia brauniana
- Vulpia brevis
- Vulpia bromoidea
- Vulpia bromoides
- Vulpia broteri
- Vulpia browniana
- Vulpia ciliata
- Vulpia confusa
- Vulpia crinita
- Vulpia cynosuroides
- Vulpia danthonii
- Vulpia delicatula
- Vulpia dertonensis
- Vulpia eastwoodae
- Vulpia elliotea
- Vulpia eriolepis
- Vulpia exserta
- Vulpia fasciculata
- Vulpia fibrosa
- Vulpia flavescens
- Vulpia fontquerana
- Vulpia gaudiniana
- Vulpia geniculata
- Vulpia gracilis
- Vulpia granulata
- Vulpia grayi
- Vulpia gypsophila
- Vulpia hackelii
- Vulpia hirtiglumis
- Vulpia hispanica
- Vulpia hispidula
- Vulpia hybrida
- Vulpia incrassata
- Vulpia inops
- Vulpia lachenalii
- Vulpia letourneuxii
- Vulpia ligustica
- Vulpia linneana
- Vulpia litardiereana
- Vulpia longiseta
- Vulpia longivaginata
- Vulpia major
- Vulpia mandaliscae
- Vulpia maritima
- Vulpia megalura
- Vulpia megastachya
- Vulpia membranacea
- Vulpia michelii
- Vulpia microstachya
- Vulpia microstachys
- Vulpia munozi
- Vulpia muralis
- Vulpia murorum
- Vulpia myuros
- Vulpia myurus
- Vulpia nardus
- Vulpia obtusa
- Vulpia octoflora
- Vulpia pacifica
- Vulpia panarmitana
- Vulpia parlatoris
- Vulpia patens
- Vulpia pauana
- Vulpia pectinata
- Vulpia pectinella
- Vulpia persica
- Vulpia pilosa
- Vulpia pseudomyurus
- Vulpia pyramidata
- Vulpia quadrifora
- Vulpia reclinata
- Vulpia rectisecta
- Vulpia rectiseta
- Vulpia reflexa
- Vulpia rigida
- Vulpia scabra
- Vulpia schoushoei
- Vulpia sciurea
- Vulpia sciuroides
- Vulpia setacea
- Vulpia sicula
- Vulpia stipoides
- Vulpia subalata
- Vulpia subciliata
- Vulpia tenella
- Vulpia teneriffae
- Vulpia tenuicula
- Vulpia tenuiflora
- Vulpia tenuis
- Vulpia tracyi
- Vulpia ulochaeta
- Vulpia uniglumis
- Vulpia unilateralis
- Vulpia unioloides
- Vulpia vaginata
- Vulpia villosa